# (1113) Katja
(1113) Katja est un astéroïde de la ceinture principale découvert en août 1928 par Pelagueïa Chaïne.
Il porte le prénom féminin russe Katja pour honorer Ekaterina Iosko qui faisait partie de l'équipe de l'observatoire de Simeïz lieu de la découverte.